# Deutsches Marinemuseum
Le Deutsches Marinemuseum est un musée maritime installé à Wilhelmshaven donnant un aperçu du développement de la marine allemande à partir de 1848. Il y a un avant-port où divers navires de guerre peuvent être visités.
Le musée est situé entre le port de liaison et la promenade de la plage sud. Il est installé dans l'ancien bâtiment du Scheibenhofwerkstatt, un vestige classé du Kaiserliche Werft Wilhelmshaven, construit vers 1888. Attaché au musée se trouve un grand espace en plein air d'environ 3.000 m².

## Exposition
Le musée propose trois espaces d'exposition :
- Exposition permanente avec la devise Menschen, Zeiten, Schiffe. Il montre le développement de l'histoire navale allemande. En plus des militaria, tels que des uniformes, des cloches de navires, des drapeaux, des équipements de pont et des peintures, une vaste collection de modèles de divers navires de la marine allemande est présentée. De 2009 à 2010, l'exposition permanente a été entièrement repensée en trois époques, retraçant désormais l'histoire de la marine allemande dans un contexte politique, social et culturel.
- Aire de plein air. Sur terre, en plus de petites expositions telles que des canons, des mines et des torpilles, un chasseur-bombardier Lockheed F-104 Starfighter, un navire d'attaque rapide de classe Libelle (de) de la Volksmarine de la RDA, un remorqueur à propulseur Voith Schneider et le sous-marin U-10 (S189) de Type 205. Le Weilheim, un dragueur de mines de la classe Lindau (de), un bateau lance-missiles de la classe Gepard, et le destroyer lance-missiles Mölders (D 186), qui a été donné au musée en prêt permanent de la collection d'études techniques militaires de la Bundeswehr, sont également accessibles dans le bassin du port. L'ancien bateau école de voile Nordwind, acquis en octobre 2008, sera conservé en tant que navire musée navigable avec un équipage bénévole.
- Expositions spéciales sur l'évolution des thèmes maritimes et marins. Depuis 2000, le musée a présenté plus de 25 expositions spéciales et itinérantes.

## Galerie

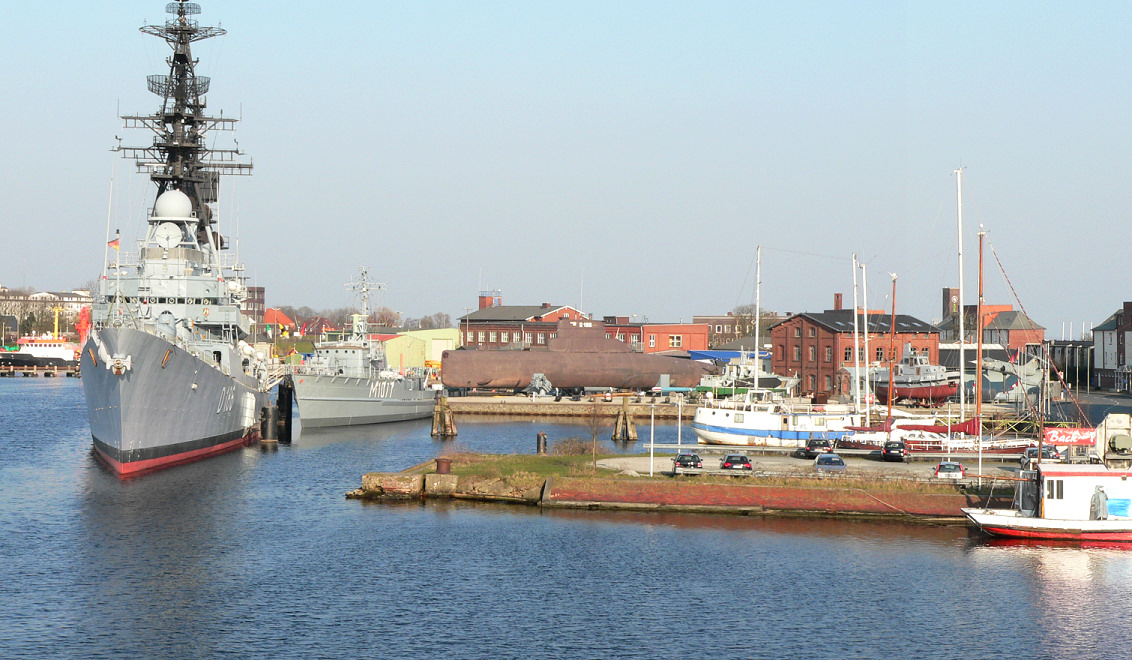
Deutsches Marinemuseum à Wilhelmshaven
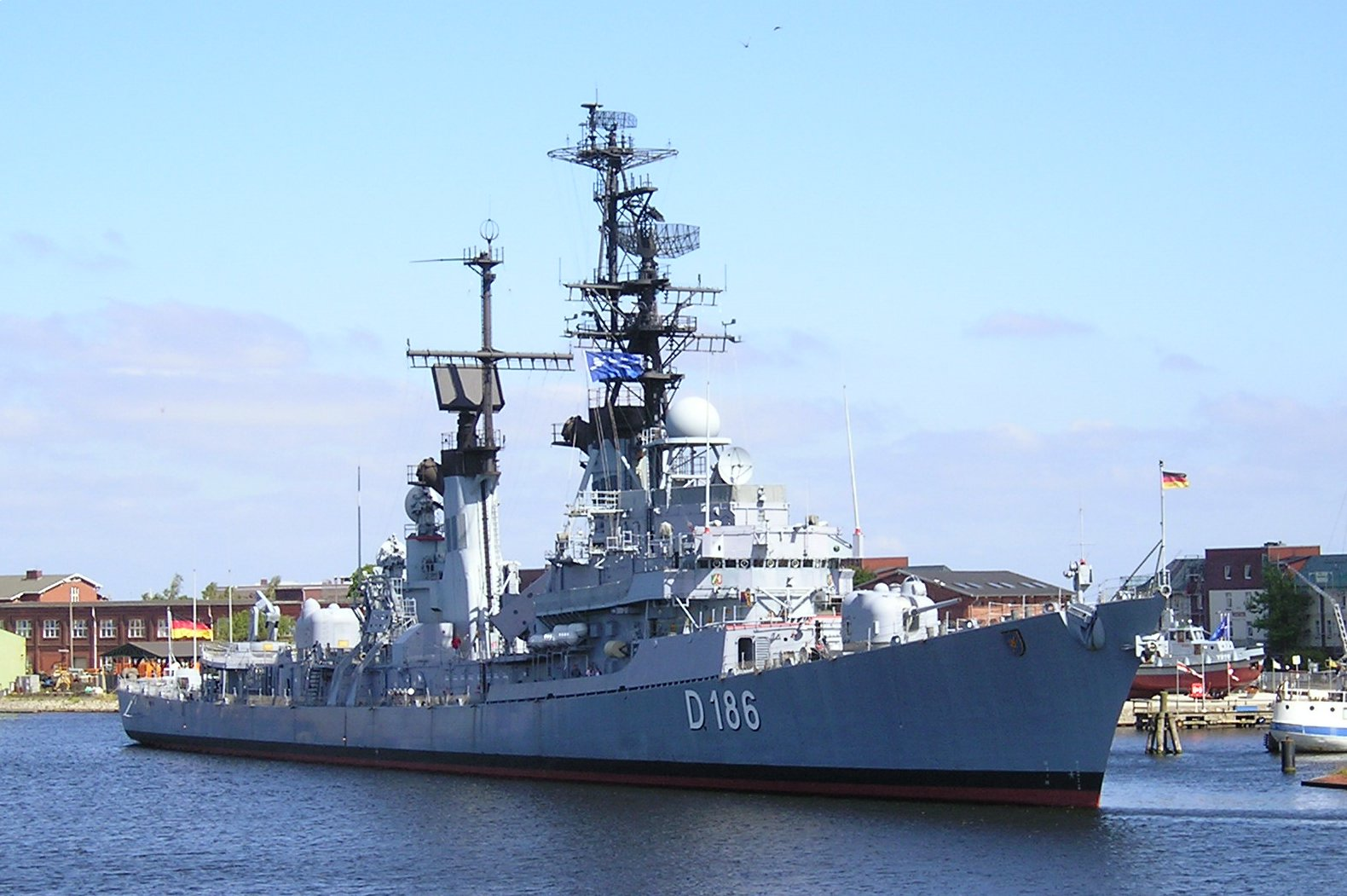
Le Mölders (D 186)
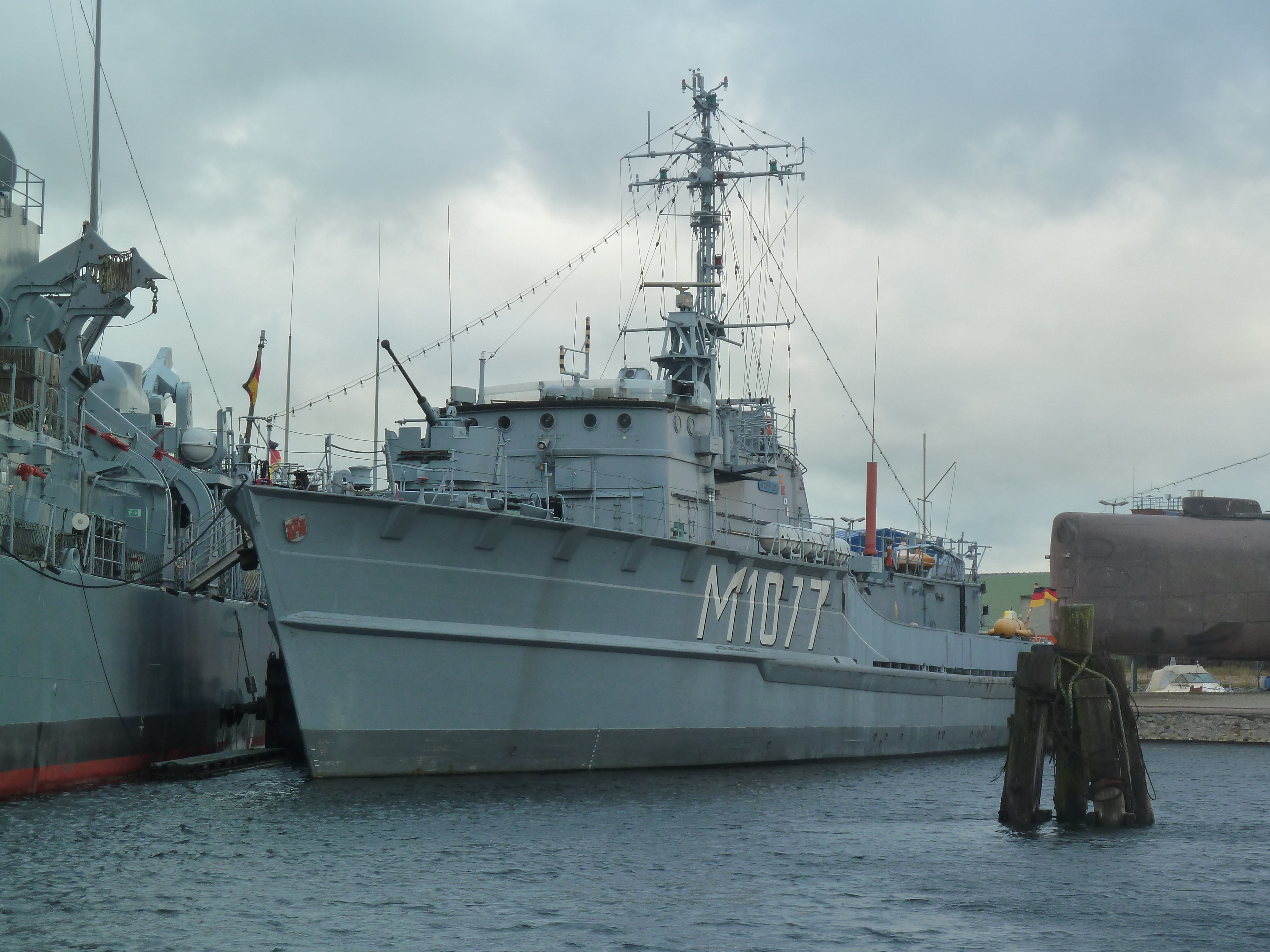
Dragueur de mines Weilheim
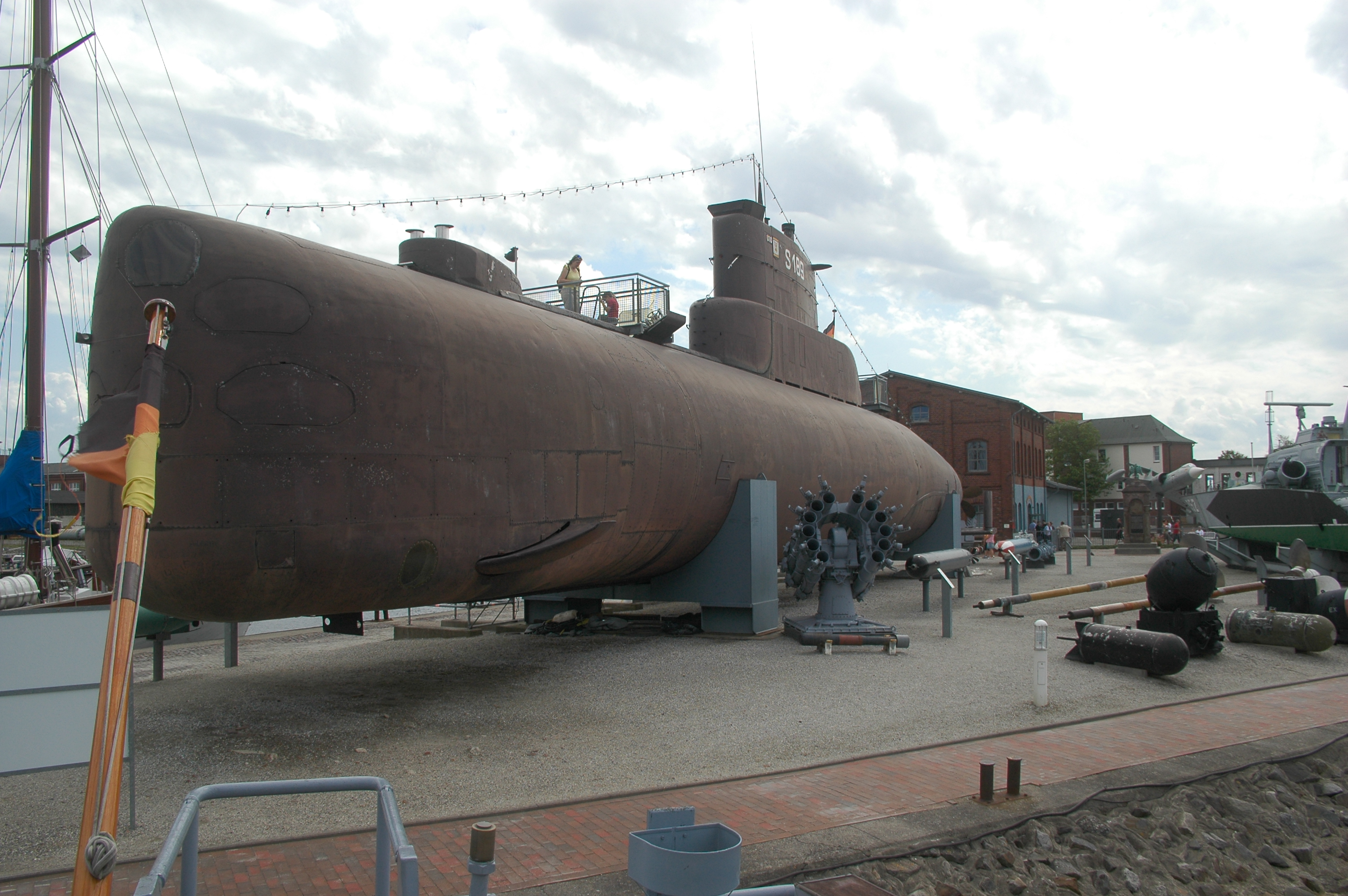
U 10 (S189)
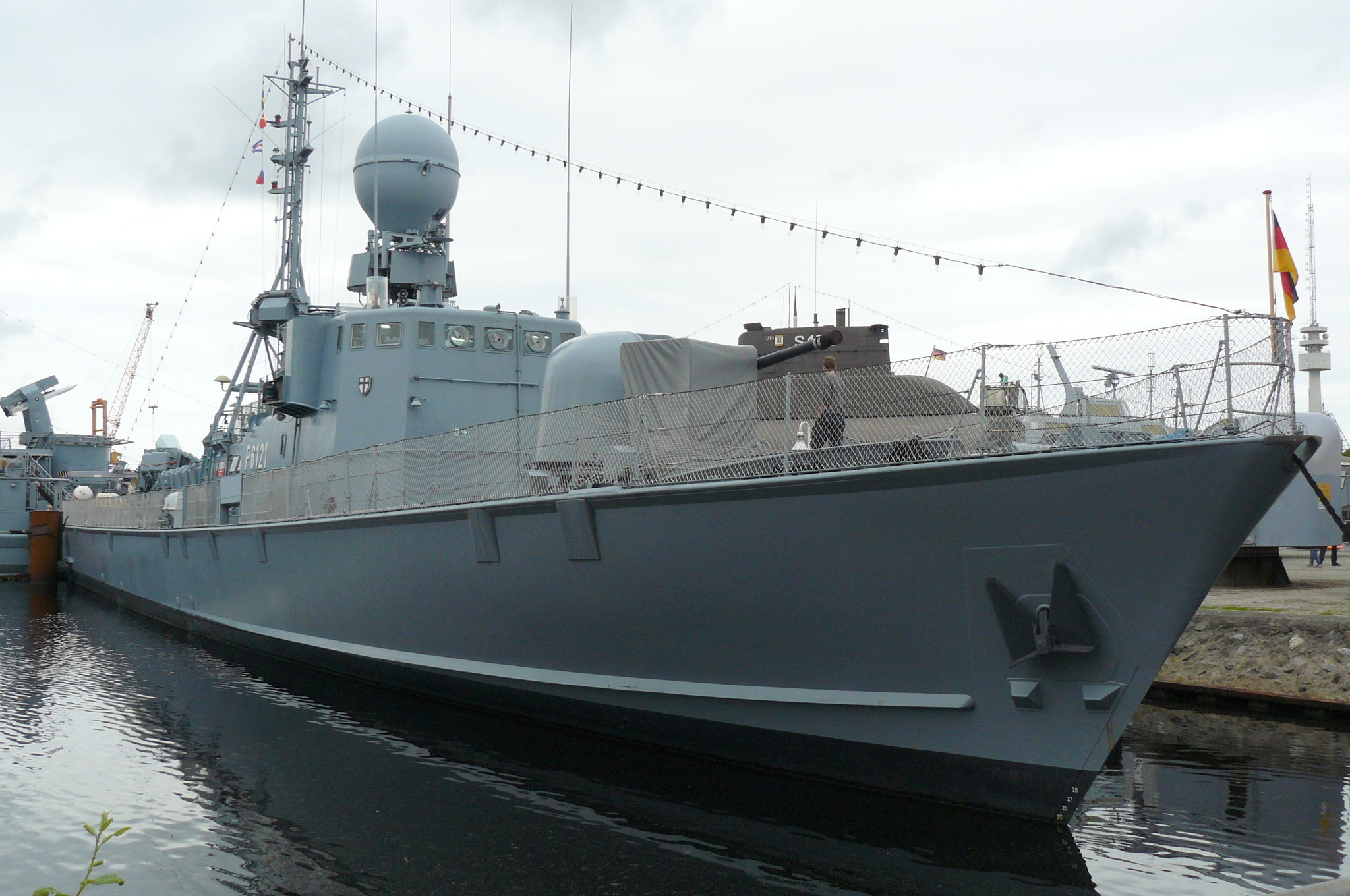
S71 Gepard